# Грузония
Грузония (лат. Grusonia) — род кактусов подсемейства Опунциевые.

## Название
Род назван в честь Германа Грузона (нем. Hermann August Jacques Gruson, 1821—1895), немецкого изобретателя, учёного и промышленника, владельца крупнейшей для своего времени коллекции кактусов в Европе, которую он подарил городу Магдебургу.

## Таксономия
Анализ ДНК, исследования тонкого строения семян, а также морфологический и цитологический анализ позволили разделить обширный род Опунция на ряд более мелких монофилетических групп.
Границы рода остаются не совсем чётко очерченными. Некоторые систематики считают, что те виды, который сейчас включены в род Грузония, следует поместить в род Цилиндропунция, однако Международная группа по систематике кактусов придерживается той точки зрения, что Грузония является самостоятельной небольшой группой.

## Виды
По информации базы данных The Plant List, род включает 3 вида:
- Grusonia bradtiana (Coult.) Britton & Rose
- Grusonia densispina (Ralston & Hilsenb.) Pinkava
- Grusonia robertsii Rebman